# Freddie Mercury
Freddie Mercury, nato Farrokh Bulsara (Zanzibar, 5 settembre 1946 – Londra, 24 novembre 1991), è stato un cantautore e compositore britannico di origini parsi, co-fondatore e frontman dei Queen.
Ricordato per il suo talento vocale e per l'esuberante personalità sul palco, è considerato uno dei più celebri e influenti artisti nella storia del rock e viene riconosciuto come uno dei migliori frontman di sempre. Come membro dei Queen venne inserito nella Rock and Roll Hall of Fame nel 2001, e come singolo artista entrò a far parte della Songwriters Hall of Fame nel 2003. Nel 2008 la rivista statunitense Rolling Stone lo classificò 18° nella classifica dei migliori cento cantanti di tutti i tempi, mentre l'anno successivo si piazzò al primo posto tra le voci rock per Classic Rock.
Nel 1970, insieme al chitarrista Brian May e al batterista Roger Taylor, fondò i Queen, ai quali un anno più tardi si aggiunse il bassista John Deacon. Per il gruppo rock britannico, di cui fece parte fino alla sua prematura scomparsa dovuta alle complicanze dell'AIDS da cui era affetto, scrisse canzoni di successo come Bohemian Rhapsody, Crazy Little Thing Called Love, Don't Stop Me Now, It's a Hard Life, Killer Queen, Love of My Life, Bicycle Race, Play the Game, Somebody to Love e We Are the Champions.
Oltre all'attività con i Queen, negli anni ottanta intraprese un breve percorso da solista con la pubblicazione di due album, Mr. Bad Guy nel 1985 e Barcelona nel 1988, quest'ultimo frutto della collaborazione con il soprano spagnolo Montserrat Caballé. In sua memoria venne organizzato, il 20 aprile 1992, il Freddie Mercury Tribute Concert, al quale parteciparono molti artisti di tutta la scena musicale internazionale; parte dei proventi dell'evento furono utilizzati per fondare The Mercury Phoenix Trust, organizzazione impegnata nella lotta all'AIDS.

## Biografia

### Infanzia e adolescenza

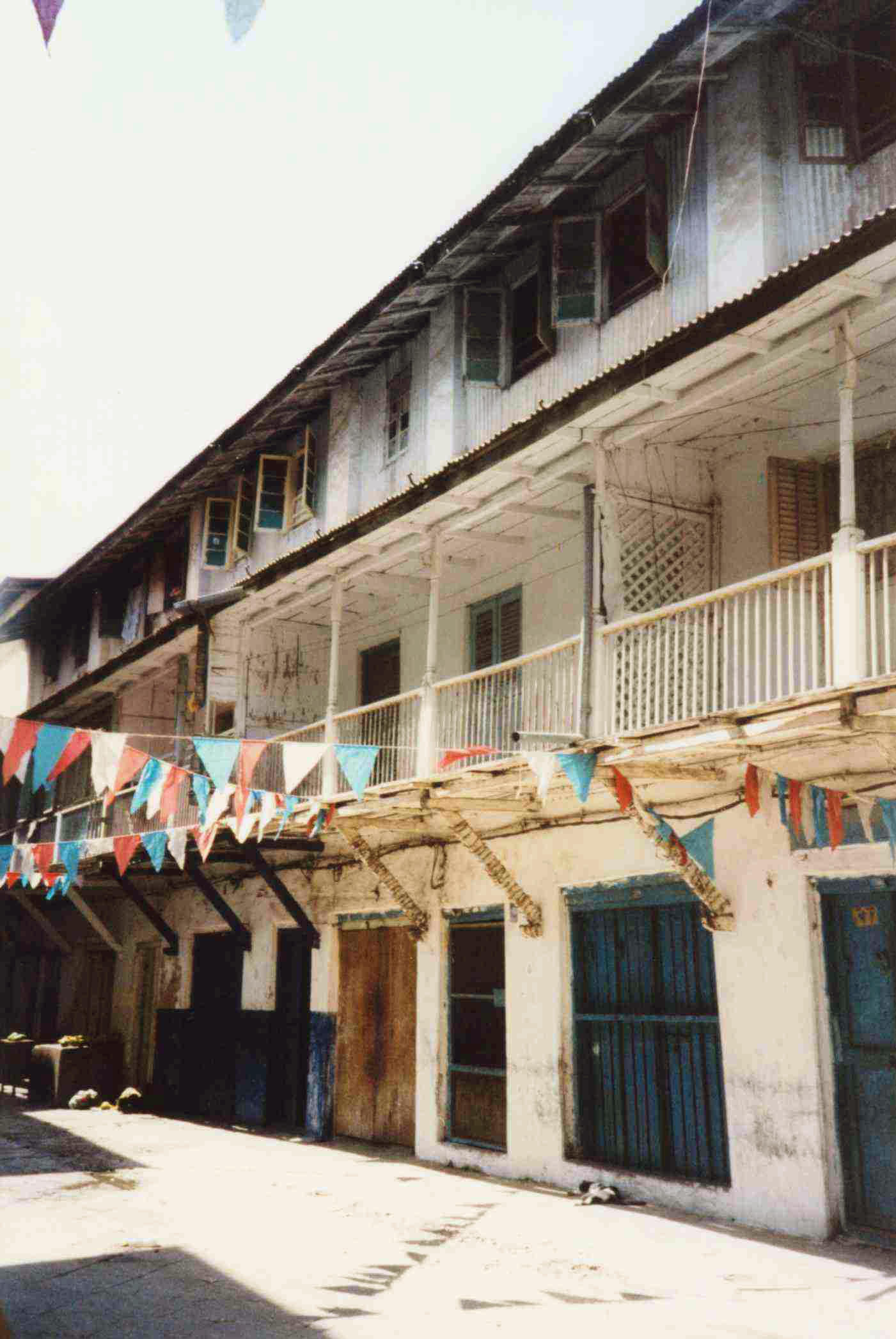
La casa della famiglia Bulsara a Stone Town, Zanzibar

Nacque giovedì 5 settembre 1946 presso il Government Hospital di Stone Town, centro storico della capitale dell'arcipelago di Zanzibar, all'epoca protettorato britannico (ora facente parte della Tanzania), dove trascorse i primi anni dell'infanzia con la sua famiglia, a cui nel 1952 si sarebbe aggiunta la sorella minore Kashmira. Entrambi i suoi genitori, Bomi Rustomji Bulsara (1908-2003) e Jer Bulsara (1922-2016), appartenevano all'etnia parsi di religione zoroastriana, oltre a essere originari del Gujarat, una regione dell'India occidentale, ma dovettero trasferirsi a Zanzibar a causa del lavoro del padre, cassiere della segreteria di Stato per le Colonie. Furono diversi i giornalisti che criticarono il cantante per la decisione di nascondere al pubblico le sue origini; dal canto suo, Roger Taylor sostenne che Mercury avesse respinto le sue origini perché le riteneva incompatibili con la musica rock e la sua immagine pubblica.
Nel 1953 si tennero le celebrazioni per il suo Navjote, il rito di iniziazione allo zoroastrismo, nel Tempio del Fuoco di Zanzibar. Per accedere a una migliore istruzione, il 4 febbraio 1955 Farrokh iniziò a frequentare la St. Peter's Boys School, un collegio britannico a Panchgani, 380 km a sud di Bombay; durante le pause scolastiche viveva in compagnia della nonna e della zia Sheroo Khory. A scuola Bulsara iniziò a essere chiamato "Freddie". Oltre a possedere un notevole talento artistico, risultando eccellente nel disegno, il ragazzo praticò anche alcuni sport a ottimi livelli; era infatti abile come velocista e come pugile e raggiunse buoni risultati anche in altre discipline, quali l'hockey su prato e il tennis da tavolo.
Il giovane Farrokh dimostrò anche interesse e predisposizione per la musica, tanto che venne notato dal preside del St. Peter College: questi scrisse ai suoi genitori una lettera in cui suggeriva che il ragazzo, con un aumento della retta mensile, avrebbe potuto prendere lezioni aggiuntive. Con l'approvazione di Bomi e Jer, Farrokh raggiunse il quarto grado di apprendimento di pianoforte, imparò a leggere la musica ed entrò a far parte del coro della scuola. Durante la permanenza al collegio ebbe anche la sua prima esperienza con un gruppo musicale: formò nel 1959 insieme a Derrick Branche, Bruce Murray, Farang Irani e Victory Rana i The Hectics, una band di cui Freddie era il pianista, che si esibiva durante le feste e gli eventi scolastici suonando canzoni di Cliff Richard e Little Richard. Farrokh dovette lasciare il St. Peter College il 25 febbraio 1963, non avendo superato l'esame d'ammissione alla decima classe, e continuò la sua formazione alla St. Mary's School di Bombay.

### L'arrivo in Inghilterra e i gruppi pre-Queen

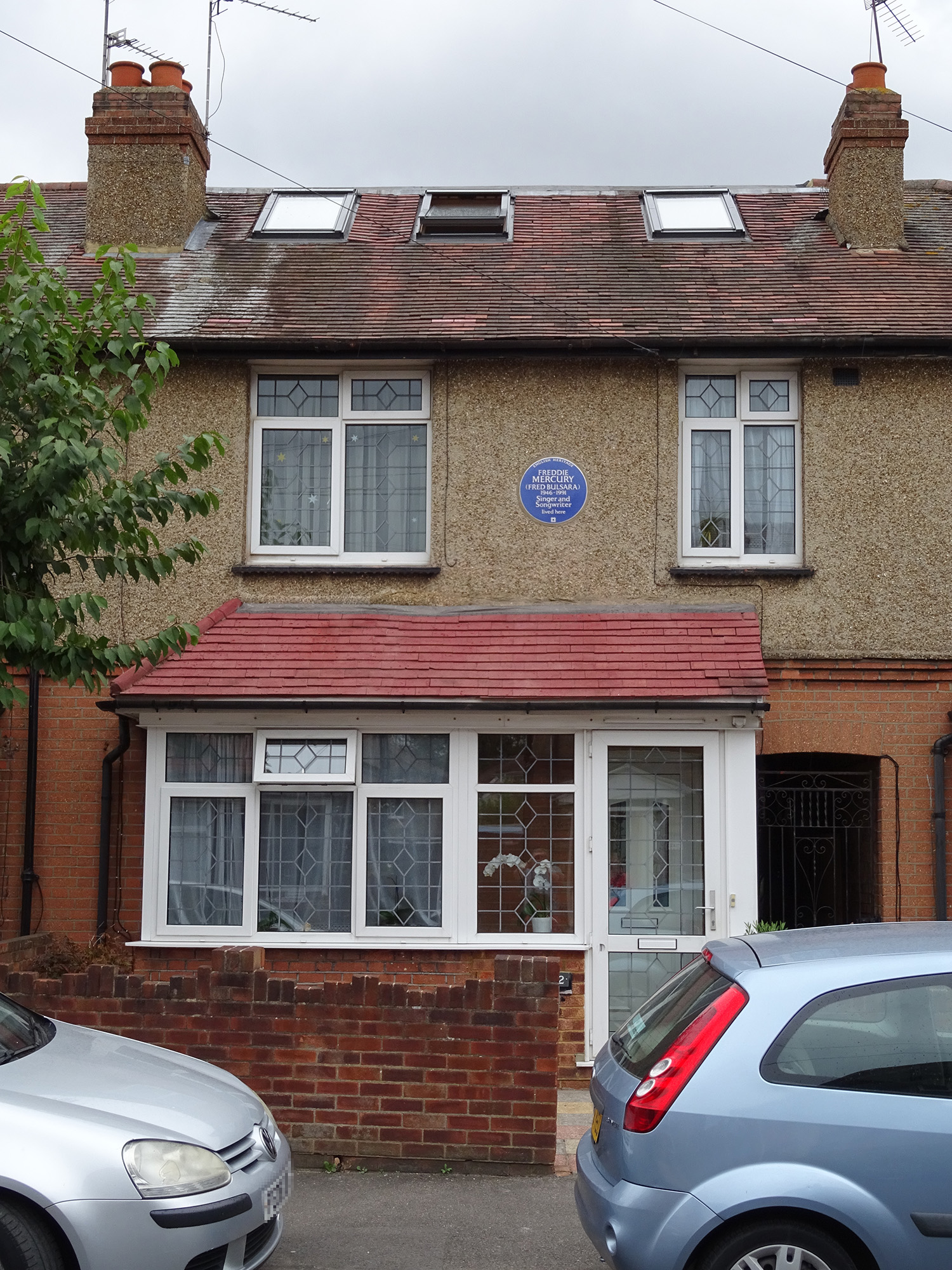
La casa della famiglia Bulsara al 22 di Gladstone Avenue a Feltham, dove Freddie abitò fino al 1966

Dopo aver trascorso gran parte dell'adolescenza in India e aver fatto ritorno sull'isola africana, nel 1964 dovette nuovamente trasferirsi, spostandosi con la famiglia in Gran Bretagna per via della rivoluzione di Zanzibar. I Bulsara si stabilirono così in una casa a Feltham, nel Middlesex, nei pressi dell'aeroporto di Heathrow, nella periferia sud-ovest di Londra. Freddie si iscrisse al Isleworth Polytechnic e, oltre ai suoi studi d'arte, nei suoi primi anni britannici lavorò saltuariamente come magazziniere e come addetto ai bagagli presso il vicino aeroporto.
Nella primavera del 1966 ottenne il massimo dei voti nell'esame di arte dell'Isleworth Polytechnic, punteggio che gli consentì l'ammissione all'Ealing Art College di Londra; qui si iscrisse al corso di studi in Art and Graphic Design, trasferendosi in un piccolo appartamento condiviso con un amico nei pressi di Kensington Market. Al college conobbe Tim Staffell, suo compagno di corso nonché cantante e bassista degli Smile, band di cui facevano parte anche il chitarrista Brian May e il batterista Roger Taylor; Bulsara cercò più volte di convincere Staffell a farlo entrare nel gruppo come secondo cantante, senza tuttavia riuscirci, assistendo comunque spesso alle prove della band.
Poco dopo aver ottenuto il diploma presso l'Ealing Art College, Freddie si unì agli Ibex, una band di Liverpool formata inizialmente da Miler Bersin alla chitarra, John Deacon al basso e Mick Smith alla batteria, fortemente influenzata dai Cream; il trio fece una breve audizione a Bulsara, che comunque seguiva già la band nei concerti e dava loro suggerimenti sui brani suonati, affidandogli il ruolo di cantante. Dopo aver provato con il gruppo nella primavera del 1969, il 23 agosto all'Octagon Theatre di Bolton si tenne la prima esibizione in pubblico di Freddie; il cantante si dimostrò subito a suo agio sul palco, con atteggiamenti da showman che inizialmente lasciarono perplessi anche il resto della band. Tornati per un breve periodo a Londra per lavorare con Bulsara ad alcuni brani inediti, gli Ibex si stabilirono a Liverpool, dove Freddie alloggiò sopra il Dovedale Towers, un pub lungo Penny Lane.
Negli ultimi mesi del 1969, dopo che Smith lasciò il gruppo e venne sostituito da Richard Thompson, ex batterista dei 1984, Freddie suggerì di cambiare il nome della band in Wreckage, cominciando anche a scrivere brani che in futuro si sarebbero evoluti in successi come Seven Seas of Rhye, Stone Cold Crazy e Liar. Nessuna delle canzoni proposte all'epoca ebbe tuttavia il successo sperato, eccetto una traccia dal titolo Green, e il gruppo, per la mancanza di offerte nei locali, si sciolse dopo pochi mesi. La seconda metà del 1969 fu un periodo economicamente difficile sia per il cantante, che nel frattempo era tornato a Londra, sia per gli Smile; Bulsara e Taylor, per guadagnare qualche sterlina, cominciarono a vendere vestiti usati a Kensington Market, attività che portarono avanti fino al 1971.
Freddie Bulsara cominciò nuovamente a cercare un nuovo gruppo e rispose a un annuncio pubblicato sul Melody Maker dai Sour Milk Sea; il 1º marzo 1970, dopo una bizzarra audizione a cui il cantante si presentò in maniera pomposa ed eccentrica, Chris Dummett, Jeremy Gallop e Paul Milne lo ingaggiarono. Nato come gruppo blues britannico con influenze di band come John Mayall & the Bluesbreakers e Fleetwood Mac, i Sour Milk Sea avevano in passato aperto concerti di Deep Purple e P. P. Arnold in locali come il Guildford Civic Hall. Tuttavia, con l'arrivo di Bulsara, ci fu un cambio di direzione artistico, con il cantante che proponeva sonorità lontane da quelle trattate solitamente dalla band; i rapporti tra i membri del gruppo si deteriorarono, Gallop e Dummett dopo anni di amicizia litigarono e i Sour Milk Sea nella primavera decisero di separarsi.

### Gli anni settanta

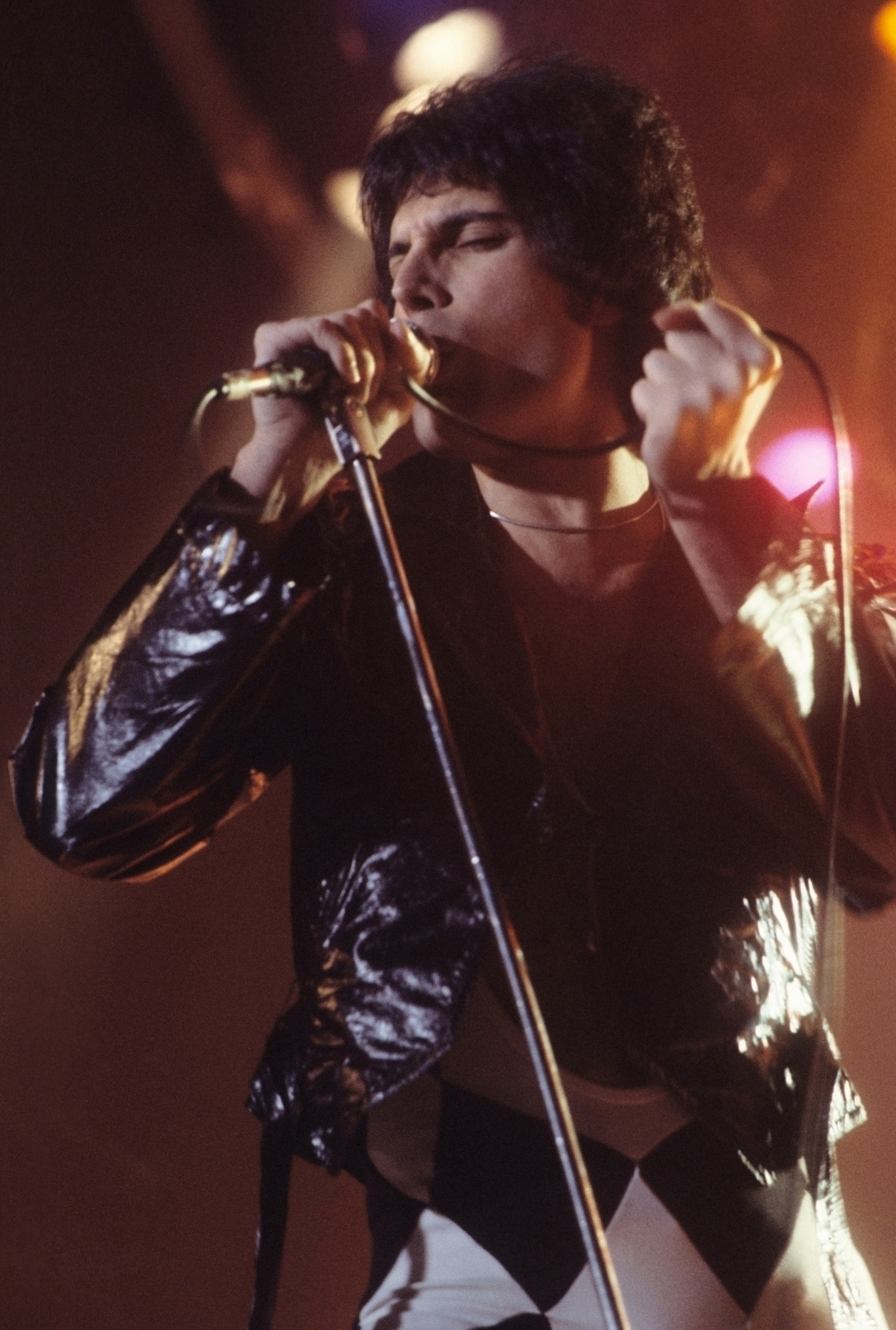
Freddie Mercury durante un concerto con i Queen

Il primo singolo degli Smile, Earth/Step On Me, registrato ai Trident Studios e pubblicato nel maggio 1969 solo negli Stati Uniti dalla Mercury Records, non ebbe il successo sperato; per questo motivo il 29 marzo 1970 Staffell decise di abbandonare i due compagni. Con lo scioglimento di questo gruppo e il contemporaneo fallimento dei progetti musicali del cantante, Bulsara convinse Taylor e May a formare una nuova band insieme; nell'aprile 1970, superando le perplessità iniziali degli altri membri e dei Trident Studios, che si occupavano inizialmente del loro management, Freddie propose con successo il nome "Queen".
(Freddie Mercury)
Nell'aprile 1970 Farrokh Bulsara cominciò a farsi chiamare Freddie Mercury, decisione presa con la composizione della canzone My Fairy King. Il 27 giugno 1970 i tre, affiancati al basso da Mike Grose, si esibirono per la prima volta in pubblico a Truro, in un concerto di beneficenza per la Croce Rossa; in quel periodo May presentò al cantante Mary Austin, con la quale Mercury ebbe una lunga relazione e convisse in una casa a Victoria Road. Nel 1971 la band venne completata dal bassista John Richard Deacon e organizzò il primo tour, suonando per i locali della Cornovaglia con lo scopo di acquisire maggior sicurezza sul palcoscenico. Nel 1972 Mercury disegnò il logo definitivo dei Queen, chiamato "Queen Crest", traendo spunto dallo stemma reale del Regno Unito e includendo nel disegno i segni zodiacali dei quattro componenti della band. L'anno successivo uscì il primo album della band, Queen, con brani registrati presso i Trident Studios; prima dell'uscita del disco, Mercury pubblicò i singoli I Can Hear Music e Goin' Back, rispettivamente cover dei brani di The Ronettes e Dusty Springfield, sotto lo pseudonimo di Larry Lurex.

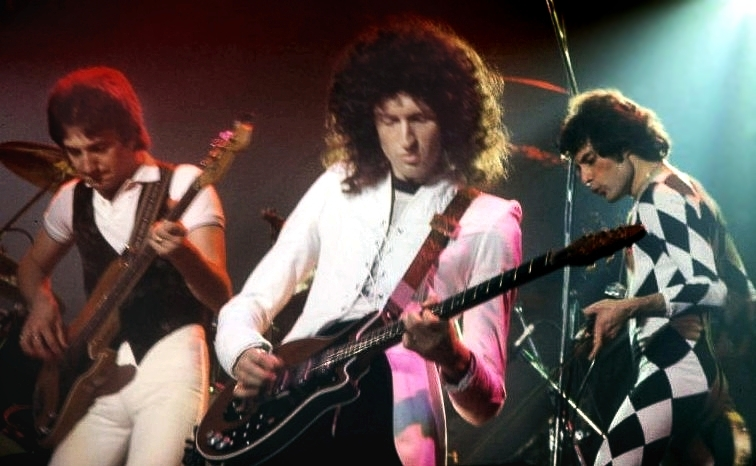
John Deacon, Brian May e Freddie Mercury in un'esibizione coi Queen

I primi album della band come Queen, Queen II e Sheer Heart Attack vennero ben accolti dalla critica, generando un rapido incremento nella popolarità del gruppo; la volontà del cantante era comunque quella di innovare il più possibile il loro stile musicale, attingendo ai più diversi generi musicali. Nel 1975 venne pubblicato A Night at the Opera, che consacrò definitivamente il quartetto. Il singolo Bohemian Rhapsody, caratterizzato da sovraincisioni e porzioni di musica rock alternata all'opera, divenne il simbolo della creatività del gruppo e soprattutto di Mercury che ne era l'autore; la registrazione della canzone durò tre settimane di cui una dedicata esclusivamente alla parte vocale centrale. Nel 1976, durante il A Night at the Opera Tour, i Queen visitarono il Giappone, la cui cultura influenzò notevolmente Freddie Mercury. Negli anni successivi, Mercury scrisse alcune tra le più importanti canzoni della band britannica, come Somebody to Love (A Day at the Races, 1976), We Are the Champions (News of the World, 1977), Don't Stop Me Now (Jazz, 1978), Crazy Little Thing Called Love (The Game, 1980).
Verso la metà degli anni settanta, il cantante cominciò ad avere consapevolezza del proprio orientamento sessuale e, nel dicembre 1976, pose fine al suo rapporto con la Austin. Lasciata la casa di Victoria Road, Freddie si trasferì in un grande appartamento al 12 di Stafford Terrace; i due rimasero tuttavia molto legati e Mercury fece in modo che la ragazza si trasferisse in un appartamento a lui vicino, così da potersi vedere dalle rispettive finestre. In questi anni il cantante, subendo il fascino del glam rock, divenne sempre più eccentrico, vestendo abiti della stilista Zandra Rhodes e presentandosi con capelli lunghi e unghie smaltate; anche le esibizioni degli stessi Queen, nel loro primo decennio, furono caratterizzate da stravaganti e teatrali spettacoli, in cui Mercury e May si presentavano truccati e vestiti totalmente in bianco e nero. La band chiudeva i propri concerti lanciando rose agli spettatori, brindando con loro con champagne e intonando God Save the Queen. Il pubblico, colpito dall'entusiasmo e dall'energia del gruppo e in particolare del frontman, cominciò a stringere un forte legame con i Queen.
Il 7 ottobre 1979, il cantante si esibì con i ballerini del Royal Ballet in un galà di beneficenza presso il London Coliseum, cantando e ballando Crazy Little Thing Called Love e Bohemian Rhapsody davanti a 2 500 persone; per lo spettacolo, a cui venne invitato direttamente da Wayne Eagling su consiglio di Joseph Lockwood, dovette allenarsi una settimana, eseguendo poi in scena capriole a corpo libero e venendo sollevato in aria da tre uomini a torso nudo. Due mesi più tardi i Queen si esibirono su invito di Paul McCartney al Hammersmith Odeon di Londra per il Rock for Kampuchea, un concerto di beneficenza per la popolazione della Cambogia.

### Gli anni ottanta

Mercury sul palco del Festival di Sanremo 1984

Nel 1980, anno in cui uscì Flash Gordon, colonna sonora dell'omonimo film, Mercury cambiò notevolmente il suo aspetto, tagliandosi i capelli e facendosi crescere i baffi, seguendo la moda "Castro clone" lanciata a San Francisco dalla comunità omosessuale dell'epoca; questa trasformazione fu inizialmente contestata da alcuni suoi fans, che gli inviarono dei rasoi da barba usa e getta. Il 1983 fu un anno di transizione, poiché Freddie si trasferì a Monaco di Baviera, la cui vita notturna lo condizionò a tal punto da ammettere che non riuscì a lavorare «quasi mai in condizioni psicologiche perfette». Nel periodo di Monaco, infatti, il cantante iniziò ad accusare alcuni sintomi neurofisiologici che lo portarono a sospettare di avere una malattia invalidante: periodicamente aveva delle perdite di conoscenza, che potevano durare anche due ore, spesso con convulsioni, durante le quali era impossibile svegliarlo. Le visite mediche non evidenziavano problemi cardiaci o altro di rilevante e, temendo che i sintomi fossero in qualche modo legati al suo stile di vita, il cantante rifiutò di effettuare ulteriori accertamenti.
Alla fine del 1982, i Queen, dopo il successo del The Game Tour e dell'Hot Space Tour, decisero di comune accordo di separarsi per un certo periodo, a causa sia dell'insoddisfazione del pubblico riguardo all'album Hot Space, nel quale anche la band non si riconosceva pienamente, sia ad alcune tensioni maturate all'interno del gruppo. I quattro cominciarono così a dedicarsi individualmente a propri progetti solisti; Mercury, che aveva già ipotizzato precedentemente di pubblicare un album proprio, lavorò a Monaco con Giorgio Moroder alla colonna sonora della versione restaurata del film di Fritz Lang Metropolis. Con il compositore italiano scrisse il brano Love Kills, il suo primo singolo da solista, che raggiunse la decima posizione nella classifica britannica, nonostante la critica avesse giudicato il pezzo negativamente, candidandolo come peggior canzone originale ai Razzie Awards. Nel 1983 Freddie si trasferì a vivere anche a New York per alcuni mesi.
Dopo i progetti solisti, i Queen si ritrovarono nell'agosto 1983 e registrarono insieme The Works, inaugurando un nuovo tour mondiale nominato The Works Tour. Tennero alcuni concerti a Sun City, città sudafricana considerata il simbolo dell'apartheid, osteggiata in passato anche dalle Nazioni Unite, motivo per cui la band fu fortemente criticata in tutto il mondo e accusata di mirare esclusivamente al denaro, legittimando di fatto la segregazione razziale; il gruppo rispose che non erano una band politicizzata, precisando inoltre che il pubblico dei loro spettacoli era composto da uomini di tutte le etnie, organizzando ad ogni modo vari eventi e iniziative benefiche dopo le contestazioni. Alla fine del 1985, anno in cui conobbe Jim Hutton, che fu il compagno più importante della sua vita, Mercury tornò a vivere a Londra, dove acquistò, in contanti, per 500.000 sterline una villa in stile georgiano con otto stanze sita a Kensington, nei pressi di Earl's Court, che soprannominò Garden Lodge.

Francobollo del Benin dedicato a Mercury, ritratto nel concerto di Wembley del 1986

Tra il 12 e il 19 gennaio 1985, la band prese parte a Rock in Rio, dove suonarono davanti a circa 250 000 persone in due serate, un primato assoluto per l'epoca, e tra i momenti principali dell'evento vi fu il duetto tra Mercury e il pubblico sulle note di Love of My Life. Il 13 luglio 1985 il quartetto partecipò al Live Aid, un concerto umanitario organizzato da Bob Geldof che vide la partecipazione dei più importanti artisti internazionali, allo scopo di ricavare fondi in favore delle popolazioni dell'Etiopia, colpite da una grave carestia. I Queen si esibirono al Wembley Stadium di Londra e i loro venti minuti di esibizione sul palco «consegnarono alla storia i Queen e fecero di Freddie Mercury una leggenda». La loro performance è considerata una delle migliori di tutti i tempi e Mercury costruì in questa esibizione il «mito di insuperabile frontman».
Il 29 aprile dello stesso anno uscì il primo album da solista di Mercury, Mr. Bad Guy, caratterizzato da sonorità pop, disco e dance. Questo suo primo lavoro, prodotto da Reinhold Mack, contiene alcune tracce scritte dal cantante originariamente composte per far parte di The Works, ma che in seguito furono scartate dalla band, tra cui Made in Heaven, I Was Born to Love You e There Must Be More to Life Than This. Quest'ultimo brano fu frutto di una collaborazione di Mercury con Michael Jackson risalente al 1983, che avrebbe dovuto riguardare anche State of Shock e Victory dell'omonimo album, ma il progetto tra i due artisti non si concretizzò mai. Living on My Own fu una della canzoni di maggior successo di Mr. Bad Guy, che complessivamente non ottenne notevoli risultati da un punto di vista commerciale, nonostante venisse generalmente apprezzato dalla critica, arrivando comunque al sesto posto nella classifica inglese e restandovi per ventitré settimane; negli Stati Uniti il disco si fermò solo alla 159ª posizione.
Il 6 giugno 1986 i Queen inaugurarono a Stoccolma il Magic Tour, organizzato per promuovere A Kind of Magic, disco che fu anche la colonna sonora di Highlander - L'ultimo immortale; nelle ventisei date la band raccolse circa un milione di spettatori. L'11 e 12 luglio tornarono a suonare al Wembley Stadium, davanti a un pubblico di 70 000 persone, in quelli che divennero due dei loro concerti più famosi e celebrati; nelle esibizioni di questo ultimo tour Mercury indossò la celebre giacca gialla che divenne un'icona distintiva del cantante. Freddie concluse la scaletta di ogni data sulle note di God Save the Queen, vestito da re e indossando un lungo mantello di pelliccia e la corona.
L'ultima esibizione dal vivo dei Queen si tenne il 9 agosto 1986 nel parco di Knebworth: questo fu l'ultimo concerto di Freddie Mercury, davanti a 120 000 spettatori.
Nel corso di quell'anno Mercury iniziò a provare malesseri diffusi e decise, nel mese di ottobre, di effettuare degli esami sierologici in una clinica di Harley Street, mantenendo tuttavia un estremo riserbo sulle sue condizioni fisiche con chiunque; nel tardo aprile 1987 Mercury fece degli ulteriori accertamenti medici più specifici, durante i quali gli fu diagnosticata la sindrome dell'AIDS, che gli causò l'insorgenza di altre patologie come il sarcoma di Kaposi, nonché gravi problemi respiratori cronici; non seppe mai con certezza da chi venne contagiato.
Nonostante fosse stato messo a conoscenza della sua condizione, Mercury decise di continuare la sua carriera musicale e a seguito del grande trionfo del Magic Tour decise di dedicarsi a nuovi progetti personali. Sempre nel 1986 infatti partecipò alla stesura del musical Time di Dave Clark, scrivendo e talvolta interpretando le ballate Time e In My Defence, mentre l'anno successivo pubblicò la cover dei The Platters The Great Pretender, distribuita come singolo nel mese di febbraio, arrivando alla quarta posizione nella classifica inglese e risultando tra i maggiori successi della sua carriera solista, e incise Hold On insieme all'attrice Jo Dare, singolo prodotto da Reinhold Mack per il film Zabou.
Nel corso del 1987, inoltre, Mercury smise di seguire la moda Castro Clone, radendosi i baffi e facendosi crescere la barba, nel tentativo di nascondere i segni del tumore di Kaposi.
Nel 1988, in collaborazione con Montserrat Caballé, soprano spagnolo conosciuta nel maggio 1983 a una rappresentazione di Un ballo in maschera, pubblicò Barcelona, album con canzoni in inglese e in spagnolo che unisce la pop music con la musica lirica, genere musicale apprezzato da Mercury fin dagli anni settanta e già trattata ad esempio con Bohemian Rhapsody. La critica fu divisa per quanto riguarda i giudizi sul disco, tra chi lo riteneva un esperimento estremamente riuscito e lo descriveva come "il più bizzarro CD dell'anno"; Barcelona ebbe comunque un buon successo commerciale, arrivando all'ottava posizione della classifica del Regno Unito e diventando una hit in Spagna. La title track, presentata nel 1987 durante un'esibizione con i due cantanti ai Ku Club di Ibiza e replicata al La Nit Festival nell'ottobre 1988 davanti al Re e alla Regina di Spagna, in quella che fu l'ultima esibizione dal vivo di Freddie Mercury, divenne nel 1992 l'inno ufficiale dei Giochi della XXV Olimpiade di Barcellona; era previsto che Mercury e Caballé si esibissero durante la cerimonia d'apertura dei giochi, ma la scomparsa del cantante fece sì che il soprano spagnolo cantasse il brano accompagnata su uno schermo dalla voce dal frontman britannico, mentre veniva mostrato un montaggio video delle immagini della città.
Contrariamente a quanto erano soliti fare, non vi fu alcun tour dei Queen dopo la pubblicazione di The Miracle nel 1989, su volontà di Mercury, a suo dire stremato dal Magic Tour, così il quartetto cominciò subito le registrazioni per un nuovo album in studio. Il cantante, nel corso del 1989, quando i segni della malattia cominciarono a essere evidenti, confessò di essere sieropositivo agli amici più intimi; a May, Taylor e Deacon, che avevano già intuito lo stato di salute del cantante, questi rivelò la sua condizione durante una cena nel maggio di quell'anno a Montreux, in Svizzera, sede dei Mountain Studios dei Queen, nel periodo conclusivo delle registrazioni di Innuendo. Alcune testate giornalistiche cominciarono a sospettare che il frontman fosse effettivamente malato, sospetti derivati principalmente dal suo aspetto pallido, debole ed emaciato, dalla decisione di sospendere i tour della band e dalle confessioni di alcuni suoi amanti pubblicate sulle pagine dei tabloid inglesi del tempo; Mercury continuò comunque a dichiarare pubblicamente di non aver ricevuto nessuna diagnosi, dicendo semplicemente di voler abbandonare la vita pubblica.

### Gli ultimi anni

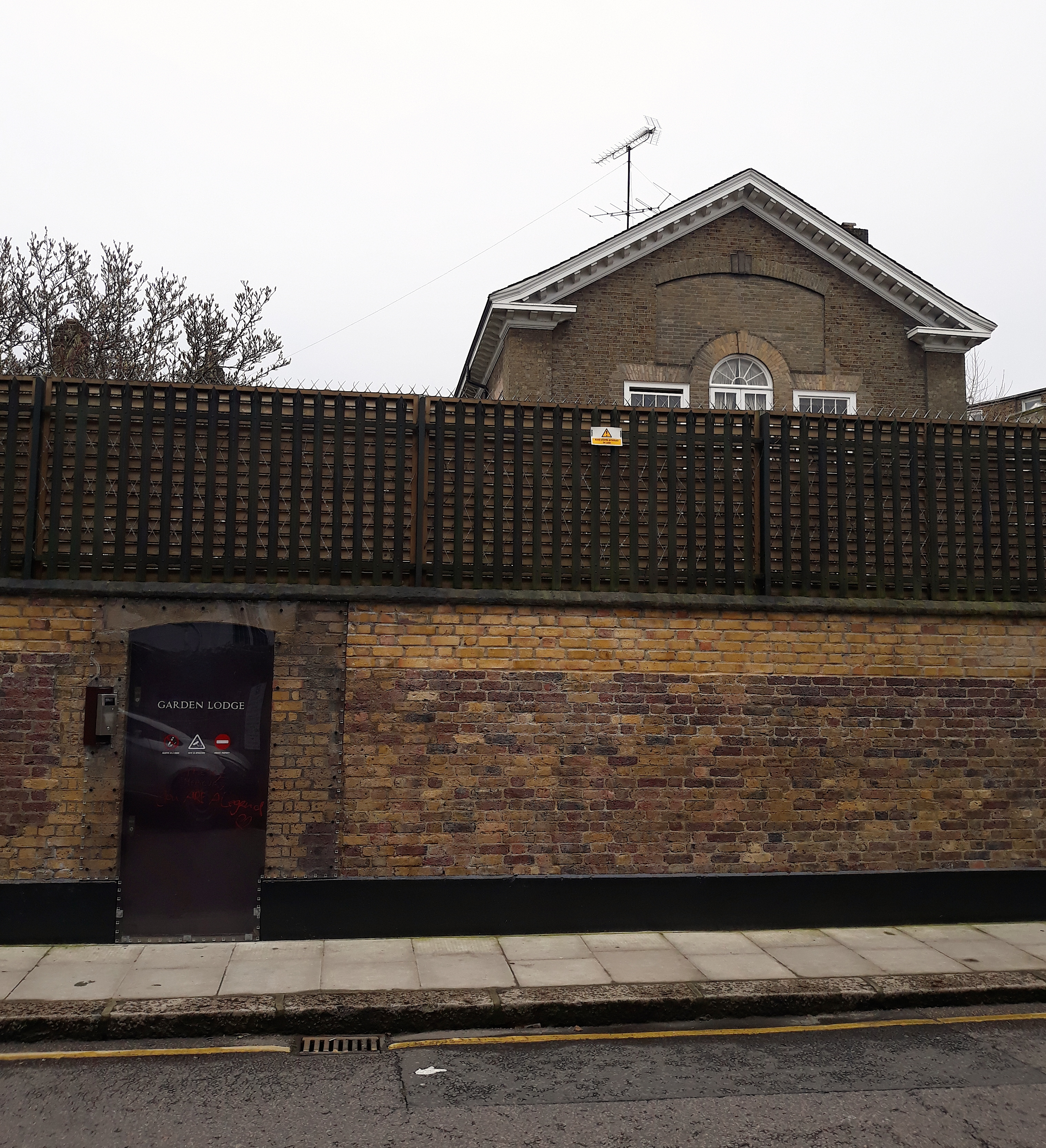
La Garden Lodge di Earl's Court, ultima dimora londinese di Mercury dal 1985 al 1991

Il 18 febbraio 1990 Freddie Mercury fece la sua ultima apparizione televisiva in diretta, in occasione del conferimento del premio per il contributo dei Queen alla musica britannica ai BRIT Awards. La crescente diffusione di notizie su una possibile malattia di Mercury, amplificate dalla morte per AIDS di Nikolai Grishanovich, uno dei suoi amanti, portò il gruppo a decidere di diffondere un comunicato stampa ufficiale nel quale si smentiva ogni illazione sul cantante. Per sfuggire ai tabloid, all’inizio del 1991 Mercury si trasferì a Montreux dove affittò un'abitazione in riva al lago Lemano denominata Duck House.
L'ultimo brano registrato dai Queen fu These Are the Days of Our Lives; il videoclip del brano, nel quale il frontman appare ancora più dimagrito, fu registrato il 30 maggio 1991 ma su precisa volontà di Mercury fu reso pubblico solo dopo la sua morte per non dar adito ai vari rumor, e montato in bianco e nero per nascondere i segni della malattia sulla sua pelle. Durante il soggiorno a Montreux, Mercury continuò a lavorare e a registrare canzoni, nonostante fosse molto debilitato dalla malattia e costretto al riposo per molte ore al giorno; solo circa un mese prima del suo decesso fu costretto da alcuni problemi polmonari a smettere di cantare, invitando gli altri membri dei Queen ad apportare gli ultimi ritocchi alle tracce registrate, per poterle poi pubblicare in seguito. L'ultima canzone che il frontman registrò, tra il 13 e il 16 maggio 1991, fu Mother Love che, per la debolezza causata dalla malattia, dovette cantare da seduto e non riuscì a terminare, dovendo cedere il posto a May. Testimonianze non ufficiali secondo cui il brano sarebbe stato registrato dal cantante poche settimane prima della morte sono improbabili poiché la malattia era in uno stadio troppo avanzato e gli avrebbe impedito di lavorare. Le registrazioni presso i Mountain Studios di Montreux si conclusero nel giugno del 1991.

### La morte
Mercury rientrò a Londra in autunno, per stare vicino ai suoi cari. Le sue condizioni di salute peggiorarono repentinamente e venne sottoposto ad alcune cure sperimentali con medicinali americani che arrivavano di nascosto alla Garden Lodge. Nelle ultime settimane Mary Austin gli fece spesso visita, trascorrendo molte ore in sua presenza; oltre alla donna, anche Jim Hutton, compagno di Mercury, Joe Fanelli, chef personale della rockstar, e Peter Freestone, suo assistente personale. Nelle settimane immediatamente precedenti alla sua morte, giornalisti si insediarono davanti al cancello della villa e alcuni cercarono addirittura di infiltrarsi nella sua abitazione, fingendosi medici o infermieri. Negli ultimi giorni Mercury cominciò a perdere la vista ad un occhio e la propria condizione fisica peggiorò ulteriormente, a tal punto che non riuscì più ad alzarsi dal letto; decise così di non assumere più farmaci salvo alcuni antidolorifici. Il 22 novembre 1991, consapevole del suo stato terminale e della grande attenzione mediatica che si era concentrata su di lui, il cantante convocò nella sua casa Jim Beach, manager dei Queen, per redigere un comunicato ufficiale che venne consegnato alla stampa il giorno dopo:
(Freddie Mercury)

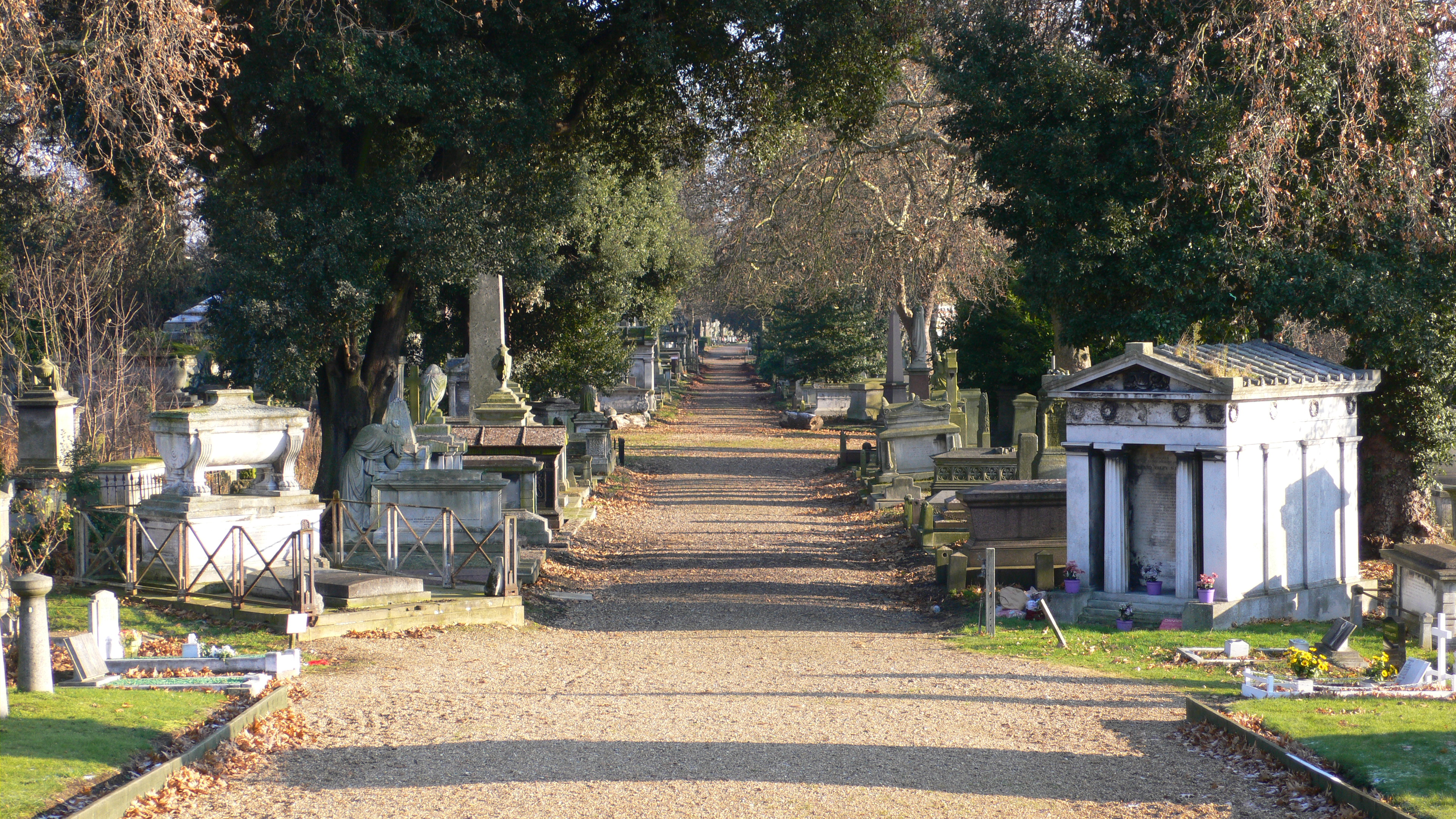
Il Kensal Green Cemetery, luogo dei funerali di Mercury

A poco più di ventiquattr'ore dal comunicato, alle 18:48 del 24 novembre 1991, Mercury morì nella sua casa di Logan Place, con Jim Hutton al suo fianco, per una broncopolmonite aggravata dalle complicazioni dell'AIDS, all'età di 45 anni.
I funerali si svolsero al Kensal Green Cemetery in forma strettamente privata e furono officiati da due sacerdoti zoroastriani; alle esequie presero parte soltanto trentacinque persone tra cui i suoi genitori, la sorella Kashmira con il marito, i suoi compagni di gruppo John Deacon, Brian May e Roger Taylor, Mary Austin e i cantanti Elton John e David Bowie. Il feretro fu accompagnato nella cappella al suono delle cover di Take My Hand, Precious Lord e You've Got a Friend eseguite da Aretha Franklin.
Secondo le sue ultime volontà, Mercury fu cremato e le sue ceneri affidate a Mary Austin, che le conservò nella sua camera da letto per circa due anni e dopodiché le sparse segretamente in una località scelta dal cantante. Il luogo esatto in cui le ceneri del frontman riposano è tuttora avvolto in un velo di mistero. Nel suo testamento Mercury affidò la metà esatta del suo patrimonio – pari a circa dieci milioni di sterline – e la Garden Lodge a Mary Austin, mentre il resto del patrimonio fu diviso tra i genitori e la sorella Kashmira Bulsara-Cooke; anche Jim Hutton, Peter Freestone, Joe Fanelli e Terry Giddings, suo autista e guardia del corpo, ottennero lasciti da parte del cantante Il muro esterno della Garden Lodge divenne di fatto un santuario, i fan lo tappezzarono di scritte e fogli di carta: secondo Time Out, «il più grande tempio rock 'n' roll di Londra».

### Freddie Mercury Tribute Concert e pubblicazioni postume

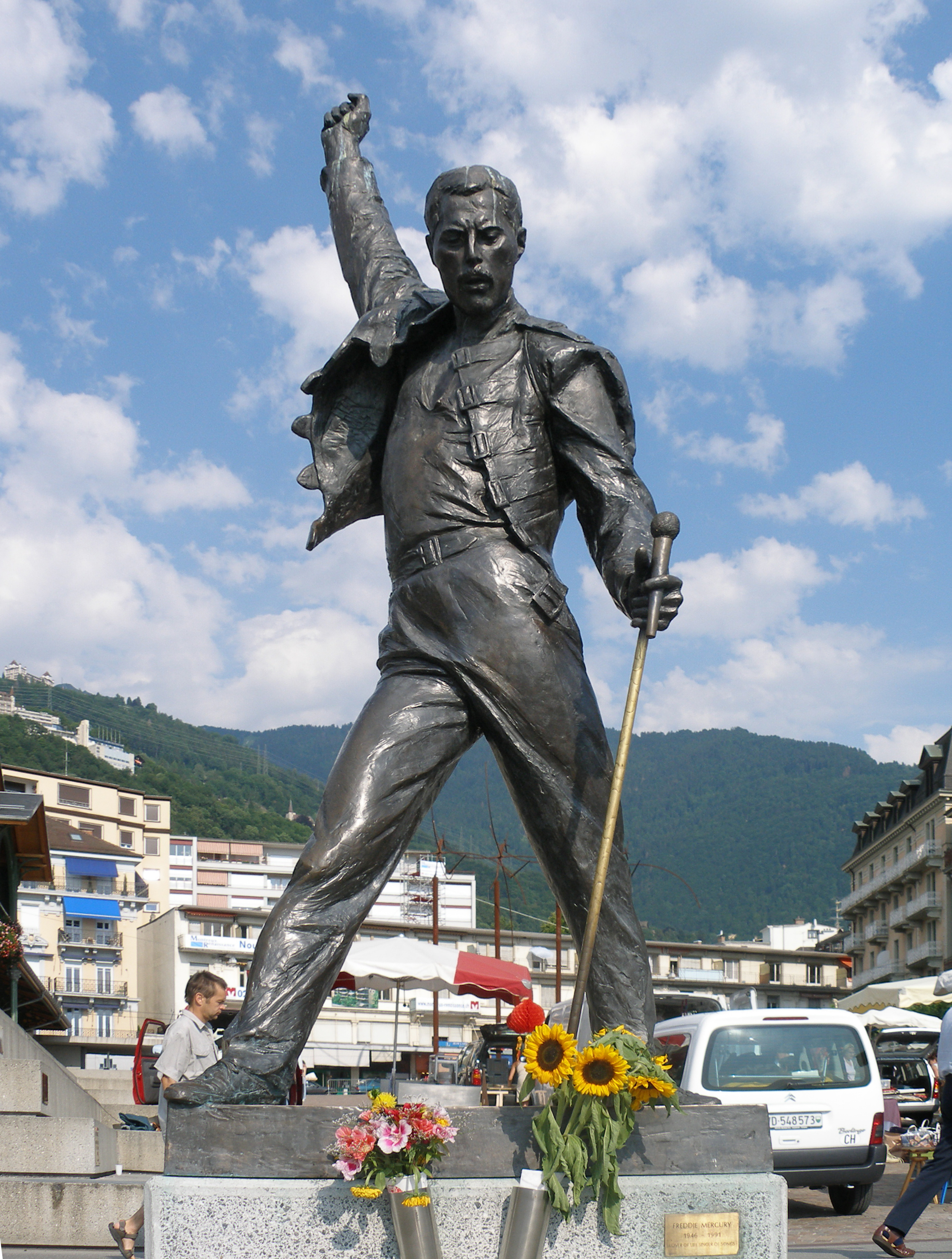
La statua di Mercury che si affaccia su Lago Lemano, a Montreux

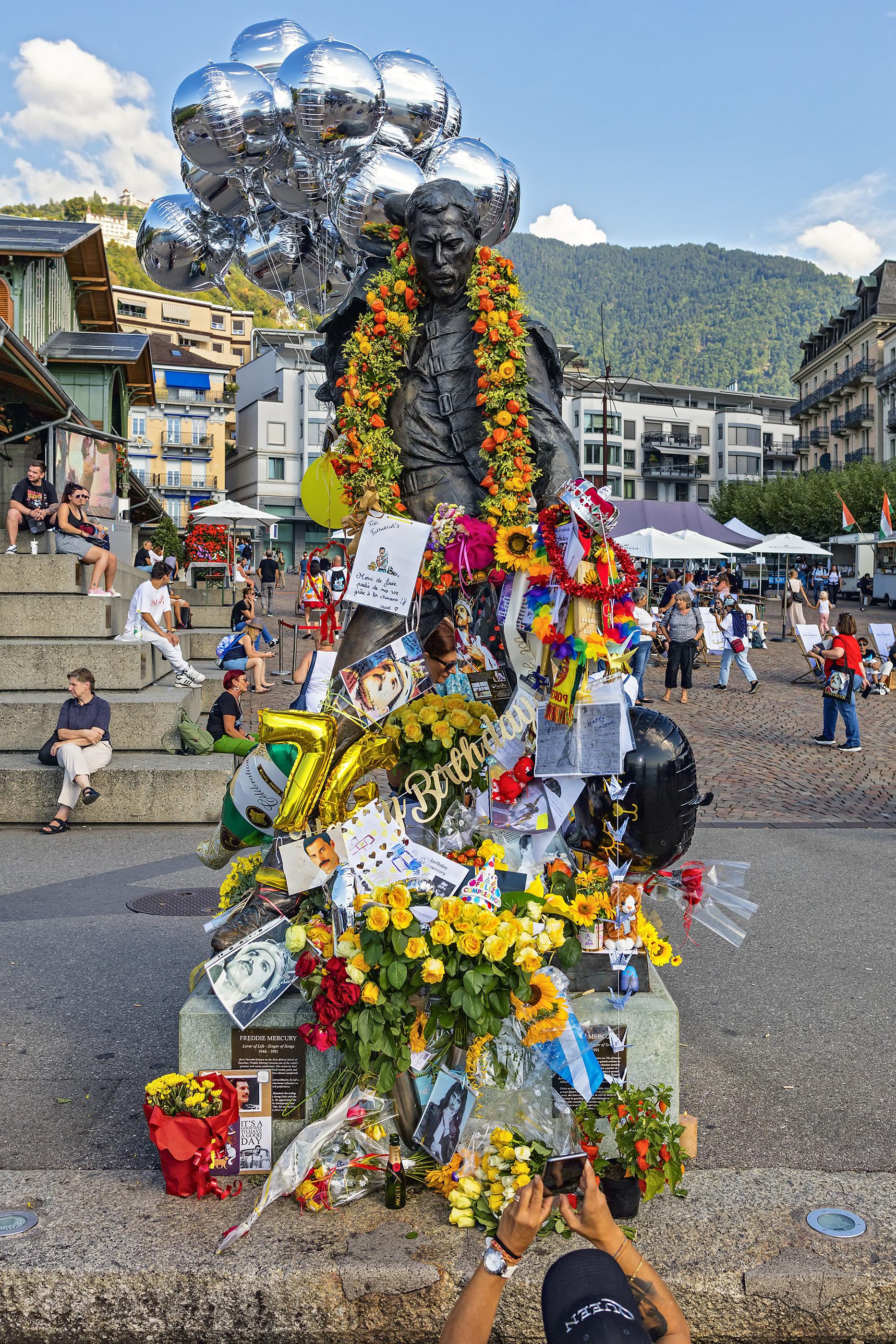
Celebrazione del compleanno di Freddie Mercury a Montreux, Svizzera (5 settembre 2022)

La morte di Freddie Mercury rappresentò un significativo passo nella storia dell'AIDS, poiché aumentò in milioni di persone nel mondo la consapevolezza dei rischi dovuti all'HIV. Il frontman venne criticato per aver rivelato la sua positività al test HIV solo in punto di morte, considerando che la sua fama internazionale gli avrebbe molto probabilmente permesso di raccogliere fondi a favore della ricerca contro la malattia; al contrario, si ritenne che il suo atteggiamento avrebbe fatto pensare al pubblico che l'AIDS fosse una malattia di cui bisognava vergognarsi. Dave Clark fu dello stesso parere, dichiarando: "Freddie voleva tenere la faccenda privata perché a quei tempi la malattia era considerata una piaga e lui non voleva essere marchiato". Due settimane dopo la morte del cantante, i proventi relativi alla rimasterizzazione di Bohemian Rhapsody, che si piazzò al primo posto nella classifica inglese, furono devoluti interamente al Terrence Higgins Trust, organizzazione inglese dedicata ai malati di AIDS.
Dopo aver superato il lutto della scomparsa del leader, nel febbraio 1992 i rimanenti componenti dei Queen annunciarono, durante i BRIT Awards, il desiderio di organizzare un grande evento per rendere omaggio alla vita e alla carriera del cantante. Il Freddie Mercury Tribute Concert si tenne il 20 aprile 1992 al Wembley Stadium di Londra e vide la presenza di numerosi artisti internazionali come Tony Iommi, Metallica, Guns N' Roses, David Bowie, Roger Daltrey, Robert Plant, George Michael, Zucchero, Elton John, Lisa Stansfield, Annie Lennox, Elizabeth Taylor, Seal, Liza Minnelli, Extreme, Def Leppard e via satellite gli U2; i 72 000 biglietti per questo evento, che fu trasmesso a oltre un miliardo di persone, terminarono in meno di sei ore. Il concerto, oltre che per l'eccezionalità dell'evento musicale, si segnalò anch'esso per il grande messaggio che fornì al mondo riguardo all'AIDS, raccogliendo 12 milioni di sterline che furono in parte devolute al Terrence Higgins Trust, in parte usate per dare vita all'associazione The Mercury Phoenix Trust.
Il 16 novembre 1992, a quasi un anno dalla morte, uscì The Freddie Mercury Album (negli Stati Uniti The Great Pretender), una raccolta di remix delle sue più celebri canzoni da solista; criticato dai fan storici del frontman per aver snaturato i brani del cantante, questo fu comunque il disco di Mercury che ha ottenuto maggiore successo, arrivando al quarto posto nella UK Albums Chart. È invece dell'anno seguente Remixes, un'ulteriore compilation di sei brani remixati da altri artisti; il rifacimento di Living on My Own dei No More Brothers conquistò la prima posizione nella classifica dei singoli nel Regno Unito e in molti altri paesi. Il 7 novembre 1995 venne pubblicato l'album Made in Heaven, che divenne l'album di inediti dei Queen più venduto in Gran Bretagna; il disco contiene le ultime tracce vocali di Mercury, registrate poco prima di morire, come A Winter's Tale, You Don't Fool Me e Mother Love. Nel 1997 i tre rimanenti membri dei Queen pubblicarono No-One but You (Only the Good Die Young), brano dedicato al cantante scomparso, ultima opera di Deacon, May e Taylor insieme.
Agli inizi degli anni 2000 venne pubblicato Freddie Mercury Solo Collection, la più vasta raccolta di materiale in sua memoria; un box-set contenente dieci CD con sessioni di brani mai pubblicati ufficialmente per un totale di dieci ore di musica, oltre a due DVD, The Untold Story e The Video Collection. Il 5 settembre 2006, in concomitanza del suo 60º compleanno, fu messo in commercio Lover of Life, Singer of Songs: The Very Best of Freddie Mercury Solo, che raggiunse la Top 10 in vari paesi europei. Nel corso degli anni 2010, sono state pubblicate due ulteriori collection, Messenger of the Gods: The Singles nel 2016 e Never Boring nel 2019.

## Stile

### Influenze musicali

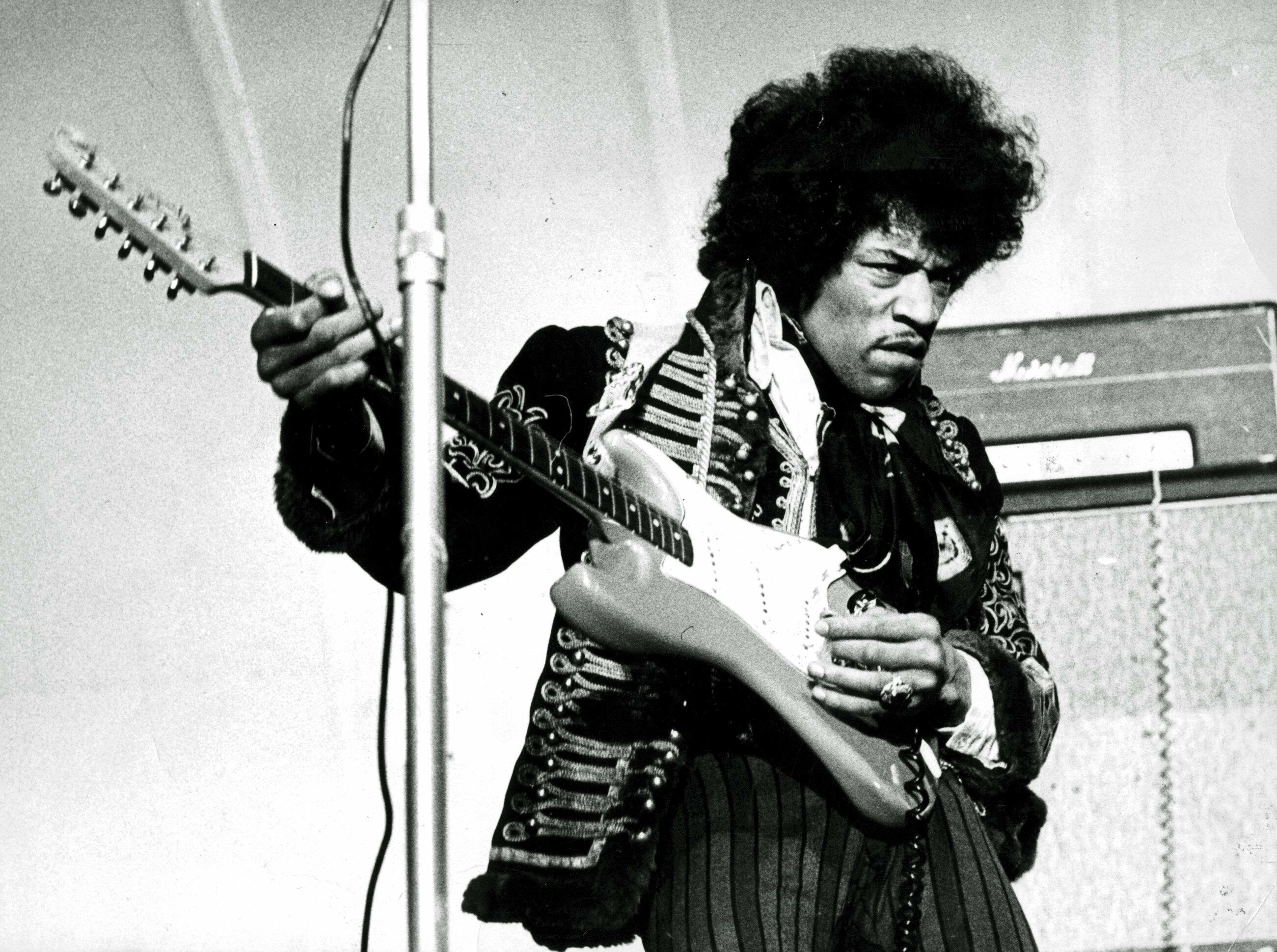
Jimi Hendrix, uno dei musicisti preferiti da Freddie Mercury

Freddie Mercury dimostrò sin da bambino particolare interesse per la musica e crebbe ascoltando le sonorità orientali della cantante Lata Mangeshkar, che conobbe durante la sua gioventù in India.
Con lo spostamento a Londra, iniziò a conoscere in modo più approfondito la musica dei maggiori artisti del periodo; tra i suoi cantanti preferiti vi erano Jimi Hendrix, John Lennon e Robert Plant, apprezzando inoltre Jim Croce ed Eric Clapton.
(Freddie Mercury)
Mercury era inoltre attratto dalla cantante e attrice Liza Minnelli. Anche Elvis Presley rappresentò un esempio per Mercury, al quale rese omaggio con Crazy Little Thing Called Love, una canzone scritta in stile rockabilly; durante i concerti, spesso la band inglese era solita suonare brani di Presley, come Jailhouse Rock e (You're So Square) Baby I Don't Care. Tra i gruppi musicali, venne fortemente influenzato dai Led Zeppelin, The Beatles, Rolling Stones, Black Sabbath e The Who; nutriva poi anche una grande passione per l'opera. Lo stile glam di Mercury, e in generale dei Queen, fatto di abiti bizzarri ed eccentrici, occhi truccati e unghie laccate, nacque alla fine degli anni sessanta, ed ebbe come primi esponenti David Bowie e T. Rex, artisti ai quali facevano riferimento i quattro musicisti anche da un punto di vista musicale.
Nel corso della sua carriera, Mercury ha toccato varie forme di musica rock già consolidate nel panorama musicale, come il progressive, l'art e il glam rock, attingendo tuttavia a numerosi altri generi musicali, passando dall'hard al pop rock, dall'arena rock all'heavy metal, dal rock and roll al rock psichedelico. Sperimentò anche sonorità lontane dalla sua radice musicale, come blues, dance rock, gospel, ragtime, funk, folk, musica classica e più raramente punk rock, vaudeville, rock sinfonico, rockabilly, dixieland e calypso. Per quanto riguarda invece la carriera solista di Mercury, Mr. Bad Guy è caratterizzato maggiormente, rispetto agli album dei Queen, da sonorità pop, disco e dance, con un vasto utilizzo del sintetizzatore; l'album Barcelona invece risentì notevolmente della collaborazione con Montserrat Caballé, in quanto vi sono numerosi elementi caratteristici del crossover classico, dell'opera rock e della stessa musica lirica.

### Caratteristiche artistiche

#### Profilo vocale

L'estensione vocale di Mercury, comprensiva del falsetto

Nonostante la sua voce baritonale, Freddie Mercury cantava su tessiture da tenore leggero durante le incisioni e le registrazioni degli album; soprattutto nel primo decennio della propria carriera, utilizzò anche la tecnica del falsetto, che dava alla sua voce una timbrica ariosa e femminile, raggiungendo così tonalità a lui poco congeniali in modo più agevole. Mercury attribuiva la sua estensione vocale all'iperdontia di cui soffriva, essendo nato con quattro incisivi oltre la norma; per timore di modificare il timbro o l'estensione del suo canto, non volle mai correggere questo difetto. David Bret ha detto che la sua voce era in grado di compiere "scale musicali in poche battute, passando da un ruggito rock gutturale a un acuto puro e cristallino, una coloratura perfetta". Dopo la morte, Montserrat Caballé disse di lui: «La sua tecnica era impressionante. Non aveva alcun problema di tempo, cantava con un senso del ritmo incisivo, scivolando da un registro vocale all'altro senza alcuno sforzo. Aveva grande musicalità. Il suo fraseggio poteva essere sottile, delicato e dolce o più energico e deciso. Era in grado di trovare il giusto timbro, la giusta sfumatura espressiva per ogni parola». Il cantante dei Who, Roger Daltrey descrisse Mercury come "il miglior cantante rock 'n' roll di tutti i tempi. Poteva cantare qualsiasi cosa in qualsiasi modo. Poteva cambiare il suo stile da una strofa all'altra, talento in cui era virtuoso. AllMusic giudicò il frontman dei Queen come "una delle più grandi voci della storia della musica".
Esistono opinioni divergenti riguardo alla sua estensione vocale. Alcune fonti lo descrivono come in grado di cantare una scala di note al di fuori dell'intervallo normale, arrivando a quattro ottave con l'aiuto del falsetto; altre invece sono più caute, considerando il suo tabagismo e alcuni problemi di salute causati dalla comparsa di noduli alla gola che privarono la voce di Mercury di agilità e leggerezza, motivi per cui utilizzò un timbro vocale più baritonale almeno negli ultimi anni di carriera. È anche probabile che i lunghi tour con i Queen gli avessero causato ulteriori difficoltà. Caballé confermò comunque la tesi delle quattro ottave, dicendo che la sua estensione vocale era fa1-fa5 (F2-F6 in notazione anglosassone), raggiungendo il fa4 in voce piena, come ad esempio in All God's People. Nel 2016, un gruppo di ricerca ha studiato la voce di Mercury per analizzarne la tessitura e l'estensione; utilizzando interviste e brani musicali, il team ha confermato un vibrato notevolmente più veloce rispetto ai cantanti d'opera, oltre a un uso eccezionale dei subarmonici. Come ampiezza della voce gli studiosi hanno identificato per difetto un intervallo fa1-la4 (F2-A5), quindi poco superiore alle tre ottave, senza aver potuto confermare il range di quattro intervalli in quanto sono stati registrati nella voce del cantante picchi fuori dal range di ricerca.

#### Compositore

Freddie Mercury durante l'esibizione al Festival di Sanremo del 1984

Per i numerosi singoli di successo da lui scritti, a Mercury viene riconosciuto il talento, oltre che nel canto, nel comporre e scrivere canzoni. Numerosi sono infatti i premi e i riconoscimenti attribuiti alle sue opere; Bohemian Rhapsody vinse il premio come miglior singolo pop britannico pubblicato tra il 1952 e il 1977, venne eletta miglior singolo britannico di tutti i tempi nel 2002 dal Guinness Book of Records e nel 2012 dalla Official Charts Company, oltre a essere definita da quest'ultima organizzazione la miglior canzone degli ultimi cinquanta anni nel 2002 ed entrare nella Grammy Hall of Fame nel 2004. Nel 2018 il primo singolo di A Night at the Opera divenne la canzone del XX secolo più ascoltata di sempre in streaming, raggiungendo 1,6 miliardi di riproduzioni tra tutte le maggiori piattaforme, oltre a primeggiare in questa classifica anche come brano rock. Anche We Are the Champions nel 2009 fu inserita nella Grammy Hall of Fame, venendo inoltre indicata da un sondaggio mondiale organizzato da Sony Ericsson la miglior canzone al mondo.
Delle 180 tracce scritte dai Queen, il cantante ha composto almeno 51 canzoni, risultando il maggior autore dei testi della band; inoltre, 10 canzoni sulle 17 presenti nella raccolta Greatest Hits, l'album più venduto di sempre in Gran Bretagna, furono scritte da Mercury: Bohemian Rhapsody, Seven Seas of Rhye, Killer Queen, Somebody to Love, Good Old-Fashioned Lover Boy, We Are the Champions, Bicycle Race, Don't Stop Me Now, Crazy Little Thing Called Love e Play the Game. La caratteristica principale della sua attività da compositore era la variegata gamma di stili musicali che riusciva a incorporare nelle proprie opere; in un'intervista del 1986 dichiarò: "Odio fare le stesse cose più volte. Mi piace osservare il modo in cui si evolve il mondo della musica, del cinema, del teatro e integrare gli elementi caratteristici di ognuno di essi". Rispetto ad altri celebri cantautori, l'artista britannico tendeva a creare anche melodie complesse, come Innuendo e Bohemian Rhapsody, canzoni con un'articolata struttura di base e una molteplicità di accordi, in contrapposizione a brani incentrati sul ripetersi di alcuni semplici accordi come con Crazy Little Thing Called Love. Nonostante il fatto che Mercury abbia scritto composizioni articolate da un punto di vista armonico e musicale in un susseguirsi di tonalità sempre differenti, lui stesso affermò di riuscire a stento a leggere le partiture.

#### Musicista

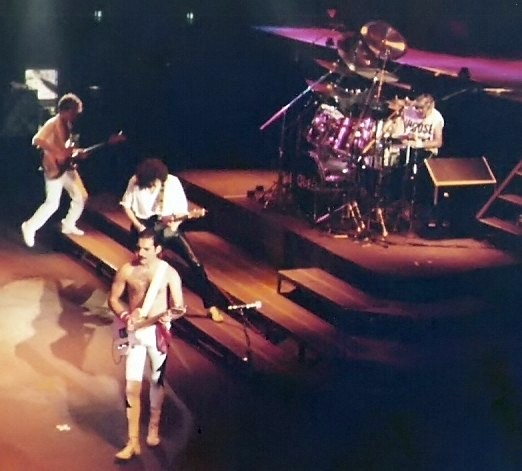
Freddie Mercury suona una chitarra in un concerto

Mercury, a partire da quando aveva nove anni, seguì dei corsi di pianoforte in India, e più tardi, con il suo trasferimento a Londra, iniziò a suonare la chitarra, cominciando poi a partire dagli anni ottanta a fare grande uso di sintetizzatori in studio di registrazione. Il frontman però non si considerò mai un ottimo musicista, temendo anche per alcuni anni l'esecuzione live di Bohemian Rhapsody a causa del gran numero di accordi presenti nel brano, con il rischio di poterla rovinare. Per questo motivo e soprattutto per muoversi con maggiore libertà sul palcoscenico, interagendo così più facilmente con il pubblico, dall'inizio degli anni ottanta Mercury cominciò ad usare tastieristi sia in studio, sia nei concerti; si alternarono in questo compito prima Fred Mandel, poi Morgan Fisher, affidando poi le tastiere a Mike Moran in sala di registrazione e a Spike Edney sul palco.
Il cantante ha composto e suonato al pianoforte molte delle più importanti canzoni dei Queen, come Killer Queen, Bohemian Rhapsody, Good Old Fashioned Lover Boy, We Are the Champions, Somebody to Love e Don't Stop Me Now; con questo strumento Mercury componeva anche i suoi arrangiamenti. In concerto suonava preferibilmente pianoforti a coda; occasionalmente, in studio, ha utilizzato altri strumenti a tastiera, come il clavicembalo. Nonostante dichiarasse di possedere solo conoscenze di base per quanto riguarda la chitarra e di aver imparato solo tre accordi nella sua carriera, Brian May ha rivelato che in realtà Mercury era piuttosto bravo a suonare questo strumento, anche se lo utilizzava in maniera poco ortodossa. Brani come Ogre Battle e Crazy Little Thing Called Love sono stati composti da lui interamente con questo strumento a corda; il primo singolo di The Game è stato l'unico brano che veniva suonato da Mercury con la chitarra anche sul palco.

### Esibizioni dal vivo

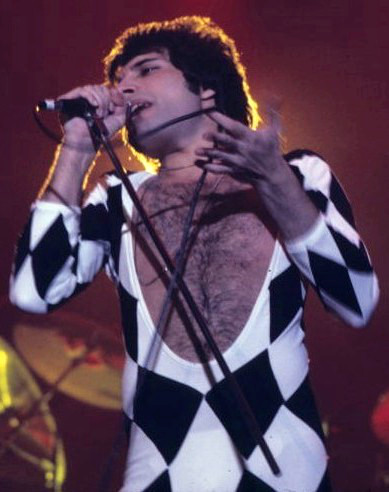
Freddie Mercury con la tipica tuta a scacchi bianchi e neri e la mezza asta del microfono

Freddie Mercury è spesso ricordato per sue le performance live, tenute solitamente negli stadi, in cui riusciva a coinvolgere enormemente il pubblico con la sua teatralità ed il suo carisma, indipendentemente dalle dimensioni della manifestazione. Il cantante voleva che ogni esibizione della sua band fosse una sorta di opera d'arte, uno spettacolo in cui il suo istrionismo e le sue doti di improvvisazione si univano al ballo e al canto. Mercury era capace di creare uno stretto legame con il pubblico, caratteristica ammirata da numerosi artisti come Bob Geldof, David Bowie, George Michael, Kurt Cobain, Dave Gahan e Robbie Williams. Il frontman dei Queen era molto dinamico durante le sue esibizioni: mentre cantava si spostava continuamente lungo tutto il palco, solitamente di grandi dimensioni e provvisto di scale e rampe. Fin dai primi concerti con gli Ibex, l'asta di sostegno del microfono di Mercury, solitamente uno Shure Unisphere 565 SD, veniva privata della base e portata con sé dal cantante lungo tutto il palco, divenendo anch'essa parte integrante della sua presenza scenica.
Il critico musicale John Harris disse: "Quelli che fanno le classifiche dei più grandi frontmen del rock e assegnano le prime posizioni a Mick Jagger, Robert Plant e altri sono colpevoli di una terribile dimenticanza. Freddie, come dimostrato dalla sua performance dionisiaca al Live Aid, è senza dubbio il più divino tra tutti loro". David Bowie, al Freddie Mercury Tribute Concert, descrisse il cantante come "un uomo capace di tenere il pubblico nel palmo della propria mano", mentre Axl Rose lo ha giudicato "il miglior frontman di tutti i tempi". Mercury disse: "Siamo i Cecil B. DeMille del rock and roll, desideriamo sempre fare cose più grandi e migliori".
Nel corso della carriera il cantante britannico tenne 707 concerti in 26 diverse nazioni con i Queen, la maggior parte negli Stati Uniti d'America e nel Regno Unito, 4 con gli Ibex, 5 con i Wreckage e 3 con i Sour Milk Sea, oltre ad alcune esibizioni scolastiche con i The Hectics. La rock band britannica fu la prima in assoluto a suonare negli stadi del Sud America, battendo i record mondiali per la partecipazione ai concerti allo Stadio Morumbi di San Paolo nel 1981. L'esibizione dei Queen al Live Aid del 1985, che vide il gruppo esibirsi allo stadio di Wembley davanti a 72 000 persone, con un'audience totale di quasi 2 miliardi di persone, è stata giudicata da un gruppo di esperti, ma anche dagli artisti presenti e dal pubblico, come la migliore esibizione dal vivo nella storia della musica rock. Nel 1986 i Queen suonarono anche oltre la cortina di ferro, quando si esibirono a Budapest davanti a 80 000 spettatori, in quello che fu uno dei più grandi concerti rock mai tenuti nell'Europa dell'Est. L'ultimo spettacolo dal vivo di Mercury con la band inglese ebbe luogo il 9 agosto 1986 al Knebworth Park in Inghilterra, con una folla stimata nella 160 000 unità, terminando il concerto con una corona e delle vesti regali, come era solito fare durante il Magic Tour. L'8 ottobre 1988, con la presentazione di Barcelona al Re e alla Regina di Spagna durante La Nit Festival, si tenne l'ultima esibizione dal vivo di Freddie Mercury.

## Popolarità

### Riconoscimenti

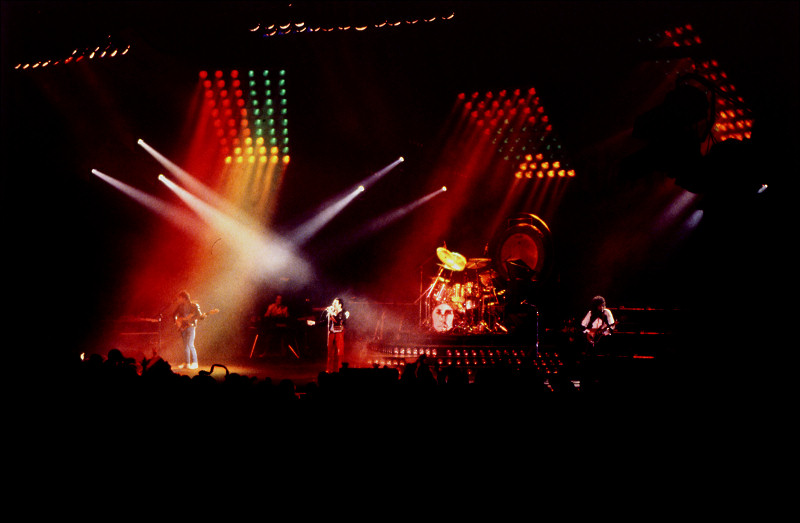
I Queen a Drammen, Norvegia, durante l'Hot Space Tour

Mercury è considerato uno dei più grandi e influenti artisti nella storia del rock; nel 2008, il magazine statunitense Rolling Stone lo ha collocato al 1º posto nella classifica dei migliori 100 cantanti di tutti i tempi, mentre l'anno successivo conquistò la prima posizione tra le voci rock per Classic Rock. Nel 2015, nella lista dei 25 migliori frontman di tutti i tempi della Billboard, Mercury si piazzò al secondo posto, preceduto da Bruce Springsteen. Nel settembre 2010, un sondaggio condotto tra i fan del rock nominò Mercury Greatest Rock Legend Of All Time, "la più grande leggenda rock di tutti i tempi", davanti a Elvis Presley, David Bowie, Jon Bon Jovi, Jimi Hendrix e Ozzy Osbourne. Il cantante dei Queen si classificò al secondo posto sia nella classifica di MTV del 2003 22 Greatest Voices in Music, dietro Mariah Carey, sia nel sondaggio della stazione radio Planet Rock del 2009 The Top 40 Greatest Voices in Rock, dietro a Robert Plant. Nel 2011, anche i lettori delle riviste New Musical Express e Rolling Stone, in due sondaggi separati, hanno posto Mercury al secondo posto dei migliori cantanti di tutti i tempi, venendo poi eletto tramite un'indagine pubblica tra i lettori della Q la più grande leggenda del rock nel 2007. In un sondaggio della BBC del 2002 chiamato 100 Greatest Britons Mercury si classificò al 58º posto, mentre in un'ulteriore ricerca fatta dal sito TheTopTens, in cui votarono oltre 370 000 persone di tutto il mondo, è stato nominato The Best Singer of All Time. Nel 2006 la rivista TIME Asia ha nominato il frontman come uno dei più influenti eroi asiatici degli ultimi 60 anni.
Come membro dei Queen venne inserito postumo nella Rock and Roll Hall of Fame nel 2001 e nella UK Music Hall of Fame nel 2004, vincendo poi con la band il Grammy Award alla carriera nel 2018, mentre singolarmente entrò a far parte della Songwriters Hall of Fame nel 2003. La band inglese conquistò un BRIT Awards per l'eccezionale contributo alla musica nel 1990, premio che venne assegnato direttamente a Freddie Mercury nel 1992, a pochi mesi di distanza dalla sua morte. Il frontman ha inoltre vinto alcuni Ivor Novello Awards nel corso della sua carriera: venne premiato con il Songwriter Award per Killer Queen nel 1975, come miglior singolo britannico in termini di vendite con Bohemian Rhapsody l'anno successivo, per l'eccezionale contributo alla musica britannica nel 1987, come miglior singolo per These Are the Days of Our Lives nel 1992, come miglior singolo internazionale per Living on My Own nel 1993 e per l'eccezionale raccolta di brani nel 2005. Nel 2002, i Queen hanno ricevuto inoltre la stella sulla Hollywood Walk of Fame.

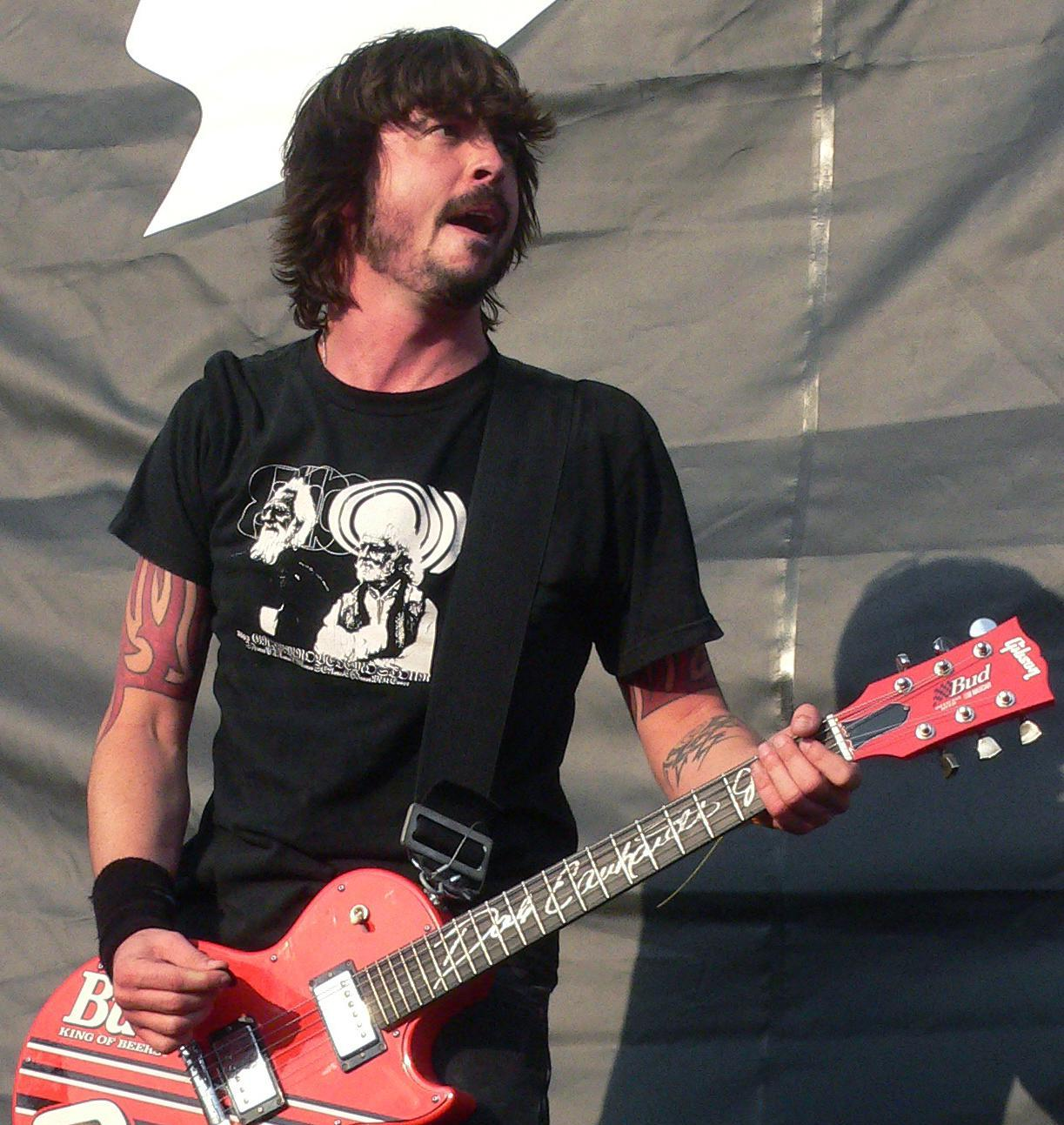
Dave Grohl, frontman dei Foo Fighters e noto fan di Mercury

La prematura morte di Mercury contribuì alla crescita della fama dei Queen nel mondo; negli Stati Uniti, nazione che aveva osteggiato la band a partire dagli anni ottanta, le vendite dei dischi del gruppo britannico aumentarono considerevolmente nel 1992, dopo la morte del cantante; un critico statunitense osservò che era entrato in scena ciò che ai cinici piace definire fattore "star deceduta" e in questo modo i Queen trascorsero un periodo di rinascita. Secondo la Recording Industry Association of America, i Queen hanno venduto circa 35 milioni di album negli Stati Uniti, circa metà dei quali distribuiti dal giorno del decesso di Mercury. Si stima che le vendite totali della band britannica ammontino circa a 300 milioni di dischi venduti, divenendo nel Regno Unito la band che è stata nella UK Albums Chart più tempo di chiunque altra; il Greatest Hits è l'album più venduto di sempre in Gran Bretagna con oltre 6 milioni di copie vendute (oltre 25 milioni in tutto il mondo), affiancato nella Top10 da Greatest Hits II.
Mercury fu d'ispirazione per molti cantanti e musicisti di vari generi, nazioni e generazioni; tra coloro che hanno dichiarato di rifarsi in parte al frontman britannico per l'uso della voce, per la composizione dei testi musicali o per quanto riguarda le esibizioni in pubblico vi sono Sebastian Bach, Ben Folds Five, Jeff Buckley, Gary Cherone, Cesare Cremonini, Céline Dion, Joe Elliott, Frankie Goes to Hollywood, Justin Hawkins, Katy Perry, Keane, Lady Gaga, Dave Grohl, Adam Lambert, George Michael, Mika, Psy, RuPaul, Seal, Billy Squier, Right Said Fred, Brendon Urie, Yeah Yeah Yeahs, Rufus Wainwright, Robbie Williams, Wiz Khalifa e Andrew Wood. Anche Michael Jackson, amico di Freddie Mercury nei primi anni ottanta, citò Hot Space come ispirazione per il suo album di maggiore successo, Thriller, al quale avrebbe dovuto partecipare lo stesso frontman britannico.

### Tributi

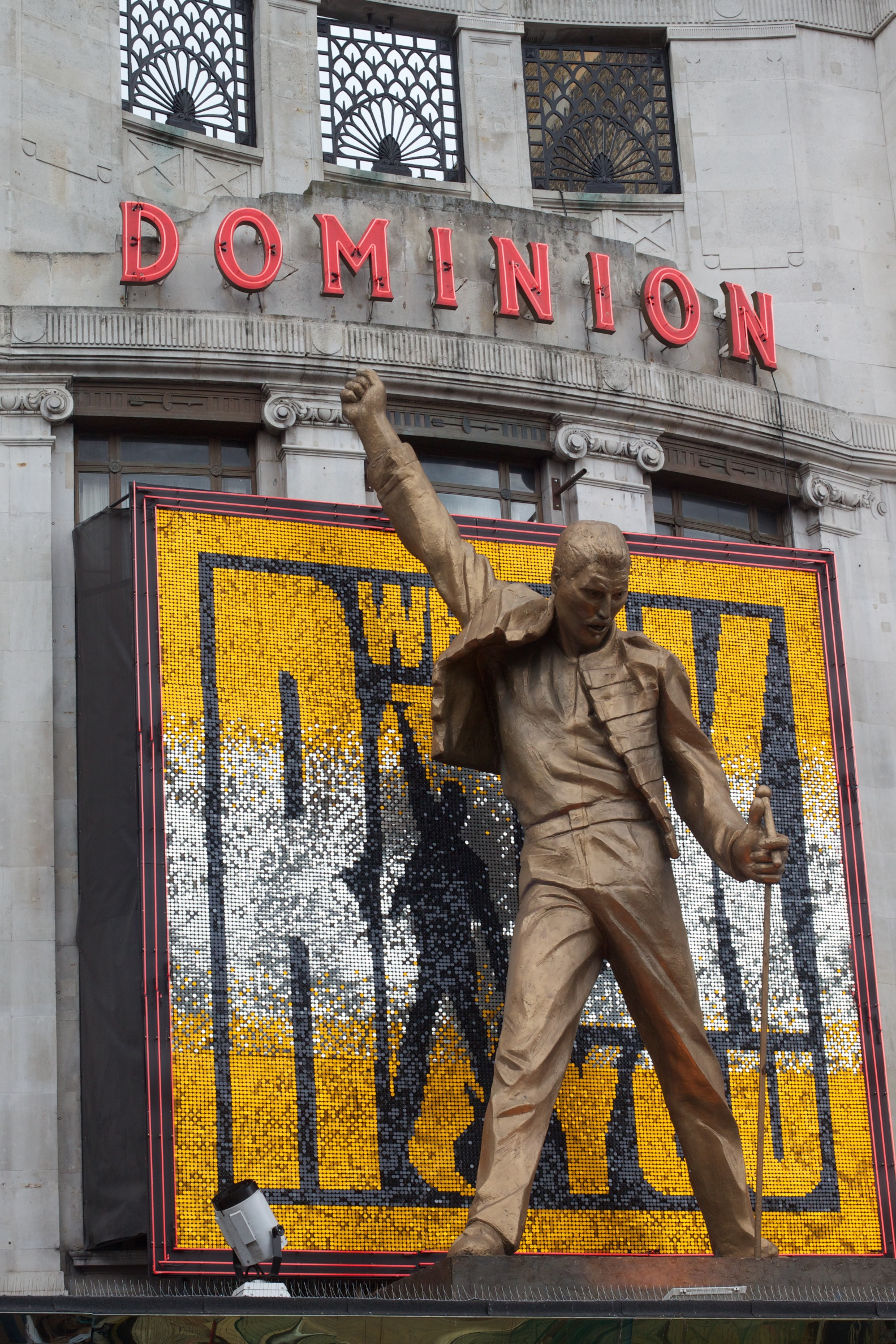
La statua di Mercury presso il Dominion Theatre di Londra, dove si tenne fino al 2014 il musical We Will Rock You

Numerosi sono anche i tributi di varia natura proposti negli anni riguardanti Freddie Mercury. A Montreux, in Svizzera, venne costruita dalla scultrice ceca Irena Sedlecká una statua in onore del cantante; tale monumento si affaccia sul Lago Lemano e fu inaugurato il 25 novembre 1996 dalla famiglia Bulsara, Montserrat Caballé, Brian May e Roger Taylor; dal 2003, ogni anno, il primo fine settimana di settembre, i fan del cantante si recano in Svizzera per rendergli omaggio, partecipando al Freddie Celebration Days. Dal maggio 2002 al 2014, all'ingresso al Dominion Theatre di Londra, sede del musical We Will Rock You, si trovava una grande statua di Mercury, acquistata poi da Roger Taylor per la sua casa, e un ulteriore monumento che lo rappresenta, alto 4,5 metri, è stato eretto a Liverpool il 3 giugno 2011. In tutto il mondo sono sparse oltre cento sculture che lo rappresentano.
La Royal Mail, il servizio postale britannico, emise un francobollo raffigurante Mercury e facente parte di una speciale serie detta Millennium Stamp. La National Entertainment Collectibles Association, casa produttrice di action figure, creò due statuette di Freddie Mercury: una nella tenuta che indossò durante il Live at Wembley Stadium del 1986, l'altra nell'abbigliamento da "biker" che l'artista era solito indossare durante alcune esibizioni dal vivo. Nel 2018 Funko ha prodotto tre diverse Funko Pop relative al cantante, con abiti e pose iconici di Mercury. Il 5 settembre 2006, in occasione di quello che sarebbe stato il suo sessantesimo compleanno, l'asteroide 17473, scoperto nel 1991, anno della scomparsa dell'artista, è stato rinominato 17473 Freddiemercury.
Il 24 novembre 2009, a 18 anni dalla sua morte, venne posta una targa a Feltham nei pressi dell'abitazione nella quale Mercury e la sua famiglia si erano trasferiti al loro arrivo in Inghilterra nel 1964; inoltre fu installata una stella nella Feltham High Street, in ricordo dei successi del cantante, alla cui inaugurazione erano presenti Jer Bulsara e Brian May. Oltre alla sua presenza virtuale alle Olimpiadi di Barcellona 1992, nel 2012 il cantante duettò con il pubblico nella cerimonia di chiusura dei Giochi della XXX Olimpiade, in cui venne riproposta l'improvvisazione vocale fatta da Mercury in occasione del concerto di Wembley del 1986.
Alcune nuove specie di animali, scoperte nel XXI secolo, hanno visto attribuirsi il nome del cantante britannico. Nel 2013, un genere di rane appartenente alla famiglia dei Racoforidi e scoperto nel Kerala venne classificato come Mercurana, con la sola Mercurana myristicapalustris come esemplare del genere; la denominazione è dovuta sia per omaggiare il cantante, sia perché l'animale è stato trovato nella parte settentrionale della stessa catena montuosa in cui viveva in gioventù Mercury. Nello stesso anno, in Brasile una specie appena scoperta di zigopteri fu classificata come Heteragrion freddiemercuryi; questa e altre tre damigelle furono nominate in questo modo come tributo ai membri dei Queen. Una nuova specie di isopode scoperta a Zanzibar venne poi chiamata Cirolana mercuryi, per omaggiare il "più famoso musicista e cantante dell'isola". In memoria di Mercury, esiste anche una rosa di colore giallo, il suo preferito, che porta il suo nome.
Il 24 ottobre 2018 uscì nel Regno Unito Bohemian Rhapsody, film prodotto dalla 20th Century Fox incentrato sulla vita di Mercury dalla fondazione dei Queen al Live Aid. Inizialmente previsto per il 2011, varie sostituzioni nel cast e nella troupe ne hanno ritardato la realizzazione, che vide alla regia Bryan Singer, subentrato a Dexter Fletcher, e Anthony McCarten alla sceneggiatura. Il ruolo del frontman britannico, affidato prima a Sacha Baron Cohen, poi a Ben Whishaw, fu infine assegnato a Rami Malek. La pellicola raccolse un vasto consenso di pubblico e diventò il biopic musicale di maggior successo nella storia del cinema, incassando oltre 900 milioni di dollari a livello mondiale. Ai Golden Globe del 2019, Bohemian Rhapsody vinse il premio come miglior film drammatico, mentre Malek venne premiato come miglior attore in un film drammatico; l'attore statunitense si aggiudicò anche il Premio Oscar al miglior attore, oltre al BAFTA Award e al Screen Actors Guild Award.

## Vita privata

Autografo di Freddie Mercury

Dopo una relazione tra il 1969 e il 1970 con Rosemary Pearson, collega di corso all'Ealing College Of Art, Mercury si legò sentimentalmente a Mary Austin, convivendo con lei per circa sette anni in Victoria Road. Nei primi anni settanta, Mercury cominciò ad acquisire la consapevolezza di non essere eterosessuale, espressa poi in un'intervista del dicembre 1974 al New Musical Express, in cui dichiarò di essere «gay come un narciso». Tra il 1975 e il 1976, il cantante rivelò alla Austin il suo orientamento sessuale, interrompendo la loro relazione; i due rimasero, tuttavia, profondamente legati. Mercury dedicò alla donna varie canzoni, tra cui Love of My Life, e fece da padrino al figlio di lei. Le lasciò inoltre in eredità metà del suo patrimonio e la Garden Lodge, la sua casa londinese. In un'intervista del 1985 Mercury dichiarò: «Tutti i miei amanti mi chiedono perché non possono sostituire Mary, ma questo è semplicemente impossibile: lei è la mia unica amica e non desidero nessun altro. Per me è come se fosse mia moglie».
Dal 1975 al 1978, a fasi alterne, ebbe la sua prima vera relazione con un uomo, David Minns, amministratore di una casa discografica, a cui il cantante si riferisce nel brano Good Old Fashioned Lover Boy. Tra il 1978 e il 1979 ebbe poi una relazione con Joe Fanelli, diventato poi suo chef privato. Negli anni ottanta ebbe una breve relazione con l'attrice austriaca Barbara Valentin, apparsa anche nel videoclip di It's a Hard Life, e con Winnie Kirchberger. Nel 1984 iniziò una storia d'amore con il parrucchiere Jim Hutton, che fu il suo compagno per gli ultimi anni della sua vita; l'uomo risultò anch'egli sieropositivo nel 1990 e morì di cancro nel 2010.
Numerose furono le opinioni riguardanti la sessualità del cantante e la sua manifestazione pubblica; Mercury riteneva che questa fosse una questione prettamente privata e fu sempre parco e a volte contraddittorio nelle dichiarazioni in merito. Mentre alcuni critici sostengono che Freddie abbia più volte dichiarato pubblicamente la propria omosessualità, altri affermano invece che abbia più volte cercato di nascondere il proprio orientamento sessuale, prendendo spesso le distanze da Jim Hutton in occasione degli eventi pubblici. Alcuni biografi lo hanno poi descritto come bisessuale, avendo frequentato per tutta la sua vita sia uomini che donne; il cantante, celebrato durante la giornata mondiale dell'orgoglio bisessuale, è stato definito in questo modo da varie testate giornalistiche, tra cui The Advocate e BBC News.

### Presunta figlia
Secondo la biografia del 2025 Love, Freddie di Lesley-Ann Jones, Mercury ebbe una figlia nel 1976 in seguito a una relazione con la moglie di un amico e condivise le responsabilità genitoriali con la madre della bambina e suo marito. La presunta figlia di Mercury si presentò dalla Jones con alcuni diari che sosteneva fossero stati scritti per lei da Mercury, nei quali era descritta la sua storia personale. Le affermazioni sono state riportate per la prima volta nel maggio 2025, prima dell'uscita della biografia. La sua presunta figlia era indicata nella pubblicazione semplicemente come “B”. I media riferirono che pochissime persone erano a conoscenza della sua esistenza, anche se Austin e gli altri membri dei Queen ne erano presumibilmente a conoscenza.

## Discografia

### Con i Queen
- 1973 – Queen
- 1974 – Queen II
- 1974 – Sheer Heart Attack
- 1975 – A Night at the Opera
- 1976 – A Day at the Races
- 1977 – News of the World
- 1978 – Jazz
- 1980 – The Game
- 1980 – Flash Gordon
- 1982 – Hot Space
- 1984 – The Works
- 1986 – A Kind of Magic
- 1989 – The Miracle
- 1991 – Innuendo
- 1995 – Made in Heaven (postumo)

### Da solista
- 1985 – Mr. Bad Guy
- 1988 – Barcelona (con Montserrat Caballé)